# Ben F. Wilson
Ben F. Wilson, nato Benjamin Franklin Wilson, (Corning, 7 luglio 1876 – Glendale, 25 agosto 1930), è stato un attore, regista, produttore cinematografico, sceneggiatore statunitense che usò anche il nome James F. Wilson.

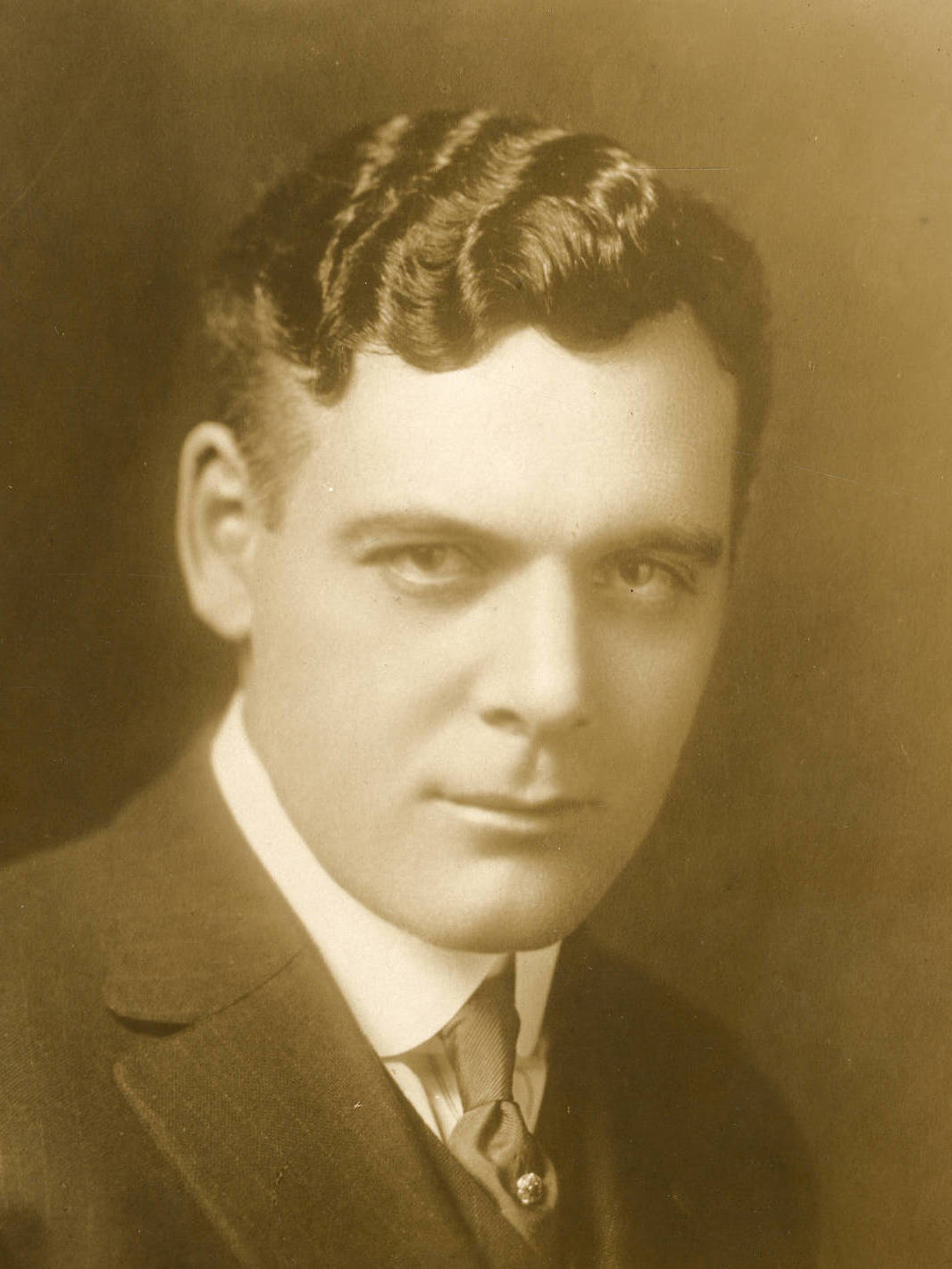
Ben Wilson, 1915

Prolifico cineasta, lavorò soprattutto nel cinema muto. Diresse una sua propria casa di produzione, la Ben Wilson Productions.

## Biografia
Nato nel 1876 nell'Iowa, Ben Wilson esordì nel cinema come attore nei primi anni dieci in un corto diretto da J. Searle Dawley e prodotto dall'Edison Company. Fu l'inizio di una carriera che sarebbe durata vent'anni fino alla sua morte. Cineasta versatile, Wilson recitò in oltre duecento film. Diresse 138 pellicole e fu anche produttore (oltre cento film tra produzioni, supervisioni e presentazioni) e sceneggiatore (14 film).
Ben F. Wilson morì il 25 agosto 1930 a Glendale, in California, per una malattia cardiocircolatoria a 54 anni.

## Filmografia
La filmografia REGISTA è completa

### Attore (parziale)

#### 1911
- Silver Threads Among the Gold, regia di Edwin S. Porter (1911)
- The Star Spangled Banner, regia di J. Searle Dawley (1911)
- The Battle of Bunker Hill, regia di Oscar C. Apfel e J. Searle Dawley (1911)

#### 1912
- To Save Her Brother (1912)
- For the Cause of the South, regia di Bannister Merwin (1912)
- The Passing of J.B. Randall and Company (1912)
- At the Point of the Sword (1912)
- The House with the Tall Porch, regia di J. Searle Dawley (1912)
- The Lighthouse Keeper's Daughter, regia di J. Searle Dawley (1912)
- The Spanish Cavalier, regia di J. Searle Dawley (1912)
- Out of the Deep (1912)
- Treasure Island, regia di J. Searle Dawley (1912)
- The Passion Flower, regia di J. Searle Dawley (1912)
- The Girl at the Key (1912)
- The Close of the American Revolution (1912)
- For Valour, regia di J. Searle Dawley (1912)
- The Necklace of Crushed Rose Leaves, regia di J. Searle Dawley (1912)
- What Happened to Mary, regia di Charles Brabin (1912)
- The Relief of Lucknow, regia di J. Searle Dawley (1912)
- In His Father's Steps, regia di J. Searle Dawley (1912)

#### 1913
- The Red Man's Burden, regia di J. Searle Dawley (1913)
- The Eldorado Lode
- The Lorelei, regia di J. Searle Dawley (1913)
- A Day That Is Dead
- The Old Monk's Tale, regia di J. Searle Dawley (1913)

- How Did It Finish?, regia di Ashley Miller – cortometraggio (1913)

- All on Account of a Portrait, regia di C.J. Williams – cortometraggio (1913)

- His Greatest Victory
- The Rightful Heir, regia di J. Searle Dawley (1913)
- A Mutual Understanding, regia di George Lessey (1913)
- The Ghost of Granleigh
- The Awakening of a Man, regia di George Lessey – cortometraggio (1913)
- Saved by the Enemy
- For the Honor of the Force
- The Stolen Models
- In the Shadow of the Mountains
- The Doctor's Duty, regia di George Lessey (1913)
- The Phantom Signal, regia di George Lessey (1913)
- Nora's Boarders, regia di C.J. Williams (1913)
- The Vanishing Cracksman, regia di George Lessey (1913)
- The Gunmaker of Moscow, regia di George Lessey (1913)
- Peg o' the Movies, regia di George Lessey (1913)
- A Tudor Princess, regia di J. Searle Dawley (1913)
- The Mystery of the Dover Express, regia di George Lessey (1913)

#### 1914
- The Witness to the Will, regia di George A. Lessey – cortometraggio (1914)
- The Mystery of the Talking Wire, regia di George Lessey – cortometraggio (1914)
- A Treacherous Rival, regia di Preston Kendall e Bannister Merwin – cortometraggio (1914)
- An American King, regia di George Lessey – cortometraggio (1914)
- All for His Sake, regia di Charles J. Brabin – cortometraggio (1914)
- The Mystery of the Ladder of Light, regia di George Lessey – cortometraggio (1914)
- When the Cartridges Failed, regia di Ben F. Wilson – cortometraggio (1914)
- The Brass Bowl, regia di George A. Lessey e Ben F. Wilson – cortometraggio (1914)
- The Mystery of the Laughing Death, regia di George Lessey – cortometraggio (1914)
- The Mystery of the Silver Snare, regia di George Lessey – cortometraggio (1914)
- Her Grandmother's Wedding Dress, regia di George Lessey  – cortometraggio(1914)
- His Sob Story, regia di George Lessey – cortometraggio (1914)
- The Mystery of the Amsterdam Diamonds, regia di George Lessey – cortometraggio (1914)
- The Mystery of the Fadeless Tints, regia di George Lessey – cortometraggio (1914)
- The Shattered Tree, regia di Ben F. Wilson – cortometraggio (1914)
- Her Spanish Cousins, regia di George Lessey – cortometraggio (1914)
- Laddie, regia di George Lessey – cortometraggio (1914)
- The Mystery of the Lost Stradivarius, regia di George Lessey – cortometraggio (1914)
- While the Tide Was Rising, regia di Ben F. Wilson (1914)
- The Mystery of the Octagonal Room, regia di George Lessey – cortometraggio (1914)
- The Birth of the Star Spangled Banner, regia di George A. Lessey – cortometraggio (1914)
- Face Value, regia di George Lessey – cortometraggio (1914)
- The Mystery of the Glass Tubes, regia di Ben F. Wilson – cortometraggio (1914)
- The Mystery of the Sealed Art Gallery, regia di George Lessey – cortometraggio (1914)
- The Heritage of Hamilton Cleek, regia di Ben F. Wilson – cortometraggio (1914)

#### 1915
- Hounded
- A Man's Temptation
- Children of Chance, regia di Ben F. Wilson (1915)
- The Girl and the Spy
- The Phantom Warning
- Adventures of a Seagoing Hack
- The Mystery of the Man Who Slept
- Six or Nine
- The Rider of Silhouette
- Six Months to Live
- A Lesson from the Far East

- The Valley of Silent Men, regia di Clem Easton (1915)
- The Last Act, regia di Ben F. Wilson (1915)

#### 1916
- Shattered Nerves, regia di Ben F. Wilson (1916)
- In His Own Trap, regia di Ben F. Wilson (1916)
- One Who Passed by, regia di Ben F. Wilson (1916)
- Borrowed Plumes, regia di Ben F. Wilson (1916)
- Saved by a Song
- His Brother's Pal
- A Social Outcast
- The Still Voice (1916)
- His World of Darkness
- Their Anniversary
- A Wife at Bay
- Harmony in A Flat
- A Gentle Volunteer
- The Code of His Ancestors
- The Sheriff of Pine Mountain
- The Finer Metal
- The Fool (1916)
- The Head of the Family (1916)
- The Circular Room
- A Lucky Gold Piece
- Aschenbrödel, regia di Ben F. Wilson – cortometraggio (1916)
- Beyond the Trail, regia di Ben F. Wilson (1916)
- Idle Wives, regia di Lois Weber e Phillips Smalley (1916)
- The Laugh of Scorn, regia di Ben F. Wilson (1916)
- The Broken Spur, regia di Ben F. Wilson (1916)
- In the Heart of New York, regia di Ben F. Wilson (1916)
- Society's Hypocrites, regia di Ben F. Wilson (1916)
- Honor Thy Country, regia di Ben F. Wilson (1916)
- The Thread of Life, regia di Ben F. Wilson (1916)
- The Mainspring, regia di Jack Conway (1916)

#### 1917
- A Wife's Folly, regia di Ben F. Wilson (come Ben Wilson) (1917)
- The Voice on the Wire, regia di Stuart Paton (1917)
- Even As You and I, regia di Lois Weber (1917)
- The Spindle of Life, regia di George Cochrane (1917)
- The Mystery Ship, regia di Francis Ford, Harry Harvey, Henry MacRae - serial (1917)

#### 1918
- Let's Fight, regia di Ben F. Wilson (1918)
- The Beautiful Liar, regia di Ben F. Wilson (1918)

#### 1919
- Them Eyes, regia di Ben F. Wilson (1919)
- When a Woman Strikes, regia di Roy Clements (1919)
- Castles in the Air, regia di George D. Baker (1919)
- The Blue Bonnet
- Bill's Hat, regia di Roy Clements (1919)
- Bill's Finish, regia di Roy Clements (1919)
- The Trail of the Octopus, regia di Duke Worne - serial (1919)
- Bill's Atonement, regia di Roy Clements (1919)
- Bill's Anniversary, regia di Roy Clements (1919)
- Tailor Maid, regia di Ben F. Wilson (1919)

#### 1920
- The Screaming Shadow, regia di Ben F. Wilson e Duke Worne - serial (1920)
- The Branded Four, regia di Duke Worne - serial (1920)
- Bill's Wife, regia di Ben F. Wilson (1920)

#### 1921
- Dangerous Paths, regia di Duke Worne (1921)
- The Mysterious Pearl, regia di Ben F. Wilson (1921)

#### 1922
- Family Affairs, regia di Ben F. Wilson (1922)

#### 1923
- Hangin' Around, regia di Ben F. Wilson (1923)

#### 1924
- The Desert Hawk, regia di Leon De La Mothe (1924)
- His Majesty the Outlaw, regia di Jacques Jaccard (1924)
- Notch Number One, regia di Ben F. Wilson (1924)

#### 1925
- Vic Dyson Pays, regia di Jacques Jaccard (1925)
- Sand Blind
- Renegade Holmes, M.D., regia di Ben F. Wilson (as Ben Wilson) (1925)
- A Two-Fisted Sheriff, regia di Ward Hayes e Ben F. Wilson (1925)
- The Power God
- The Fugitive, regia di Ben F. Wilson (1925)
- The Mystery Box
- The Man from Lone Mountain, regia di Ben F. Wilson (1925)
- Warrior Gap, regia di Alan James (come Alvin J. Neitz) (1925)
- Tonio, Son of the Sierras, regia di Ben F. Wilson (1925)
- A Daughter of the Sioux, regia di Ben F. Wilson (1925)

#### 1926
- Fort Frayne, regia di Ben F. Wilson (as Ben Wilson) (1926)
- Rainbow Riley, regia di Charles Hines (1926)
- Officer '444' , regia di Francis Ford e Ben F. Wilson (1926)
- The Baited Trap, regia di Stuart Paton (1926)
- Wolves of the Desert, regia di Ben F. Wilson (as Ben Wilson) (1926)
- West of the Law, regia di Ben F. Wilson (1926)
- Sheriff's Girl, regia di Ben F. Wilson (1926)

#### 1927
- The Mystery Brand, regia di Ben F. Wilson (come Ben Wilson) (1927)
- A Yellow Streak, regia di Ben F. Wilson (1927)
- Riders of the West, regia di Ben F. Wilson (1927)
- The Range Riders, regia di Ben F. Wilson (1927)

#### 1929
- Girls Who Dare, regia di Frank S. Mattison (1929)
- China Slaver, regia di Frank S. Mattison (1929)
- Bye, Bye, Buddy, regia di Frank S. Mattison (1929)

#### 1930
- La fattoria dei fantasmi (Shadow Ranch), regia di Louis King (1930)

### Regista
- A Shot in the Dark (1912)
- When the Cartridges Failed – cortometraggio (1914)
- The Brass Bowl, co-regia di George A. Lessey – cortometraggio (1914)
- The Shattered Tree – cortometraggio (1914)
- While the Tide Was Rising (1914)
- The Mystery of the Glass Tubes – cortometraggio (1914)
- Let Us Have Peace (1914)
- The Heritage of Hamilton Cleek – cortometraggio (1914)
- The Shoemaker's Eleventh (1914)
- Slow But Sure (1914)
- The Mystery of the Sea View Hotel (1914)
- Ambition (1914)
- A Man's Temptation (1915)
- Children of Chance (1915)
- The Girl and the Spy (1915)
- The Phantom Warning (1915)
- Adventures of a Seagoing Hack (1915)
- The Mystery of the Man Who Slept (1915)
- Six or Nine (1915)
- Six Months to Live (1915)
- In the Clutch of the Emperor (1915)
- Rene Haggard Journeys On (1915)
- A Shot in the Dark (1915)
- A Fireside Realization
- The Force of Example (1915)
- The Last Act (1915)
- The Fortification Plans (1915)
- Souls in Pawn – cortometraggio (1915)
- A Happy Pair (1915)
- Jealousy, What Art Thou? (1915)
- The Proof (1915)
- A Seashore Romeo (1915)
- The Cad (1915)
- Sh! Don't Wake the Baby (1915)
- The House with the Drawn Shades (1915)
- The Springtime of the Spirit (1915)
- The Parson of Pine Mountain (1915)
- The Mystery of the Locked Room (1915)
- Juror Number Seven (1915)
- The Bachelor's Christmas (1915)
- Shattered Nerves (1916)
- In His Own Trap (1916)
- One Who Passed by (1916)
- Borrowed Plumes (1916)
- Saved by a Song (1916)
- His Brother's Pal (1916)
- A Social Outcast (1916)
- The Still Voice (1916)
- His World of Darkness (1916)
- Their Anniversary (1916)
- Her Husband's Honor (1916)
- A Wife at Bay (1916)
- A Gentle Volunteer (1916)
- The Sheriff of Pine Mountain (1916)
- The Fool (1916)
- The Head of the Family (1916)
- The Circular Room (1916)
- A Lucky Gold Piece (1916)
- Aschenbrödel (1916)
- Beyond the Trail (1916)
- The Castle of Despair (1916)
- The Laugh of Scorn (1916)
- The Broken Spur (1916)
- In the Heart of New York (1916)
- Society's Hypocrites (1916)
- Honor Thy Country (1916)
- The Thread of Life (1916)
- The Prodigal Widow (1917)
- A Wife's Folly (1917)
- Somebody Lied (1917)
- The Brass Bullet - serial (1918)
- Let's Fight (1918)
- The Beautiful Liar (1918)
- Them Eyes (1919)
- Tailor Maid (1919)
- The Screaming Shadow, co-regia di Duke Worne - serial (1920)
- Bill's Wife (1920)
- The Man from Texas (1921)
- The Sheriff of Hope Eternal (1921)
- The Broken Spur (1921)
- Hills of Hate (1921)
- The Mysterious Pearl (1921)
- The Innocent Cheat (1921)
- Back to Yellow Jacket (1922)
- The Price of Youth (1922)
- Chain Lightning (1922)
- One Eighth Apache (1922)
- Family Affairs (1922)
- Pure But Simple (1922)
- Money or My Life (1922)
- Love Taps (1922)
- He's Bugs on Bugs (1922)
- Brilliantine the Bull Fighter (1922)
- Peaceful Neighbors (1922)
- Six A.M. (1922)
- Bangin' Around (1923)
- Oil's Well (1923)
- Mine to Keep (1923)
- Other Men's Daughters (1923)
- Notch Number One (1924)
- Wild Horse Canyon (1925)
- Romance and Rustlers (1925)
- Renegade Holmes, M.D. (1925)
- Scar Hanan (1925)
- A Two-Fisted Sheriff (1925)
- The Riding Comet (1925)
- The Power God (1925)
- The Fugitive (1925)
- White Thunder (1925)
- The Human Tornado (1925)
- The Man from Lone Mountain (1925)
- Tonio, Son of the Sierras (1925)
- A Daughter of the Sioux (1925)
- The Fighting Stallion (1926)
- Sheriff's Girl (1926)
- Fort Frayne (1926)
- Officer '444' (1926)
- Wolves of the Desert  (1926)
- West of the Law (1926)
- The Mystery Brand (1927)
- A Yellow Streak (1927)
- Saddle Jumpers (1927)
- Riders of the West (1927)
- Western Courage (1927)
- The Range Riders (1927)
- His Last Bullet (1928)
- Don Juan of the West (1928)
- The Old Code (1928)
- The Sheriff's Lash (1929)
- The Saddle King  (1929)
- Thundering Thompson (1929)
- The Voice from the Sky (1930)
- Crusaders of the West (1930)
- A Woman's Justice (1930)
- Red Gold (1930)
- Branding Fire (1930)
- The Cowboy Prince (1930)

### Produttore (parziale)
- The Brass Bullet, regia di Ben F. Wilson - serial (1918)
- The Double O, regia di Roy Clements (1921)
- The Broken Spur, regia di Ben F. Wilson (1921)
- Two-Fisted Jefferson, regia di Roy Clements (1922)
- Family Affairs, regia di Ben F. Wilson (1922)
- The Desert's Crucible, regia di Roy Clements (1922)
- The Desert Bridegroom, regia di Roy Clements (1922)
- The Marshal of Moneymint, regia di Roy Clements (1922)
- Money or My Life, regia di Ben F. Wilson (1922)

- He's Bugs on Bugs, regia di Ben F. Wilson (1922)
- Tentacles of the North, regia di Louis Chaudet (1926)

### Sceneggiatore (parziale)
- While the Tide Was Rising, regia di Ben F. Wilson (1914)
- The Santa Fe Trail, regia di Ashton Dearholt e Robert Dillon - serial (1923)